# Parrocchie della diocesi di Ariano Irpino-Lacedonia

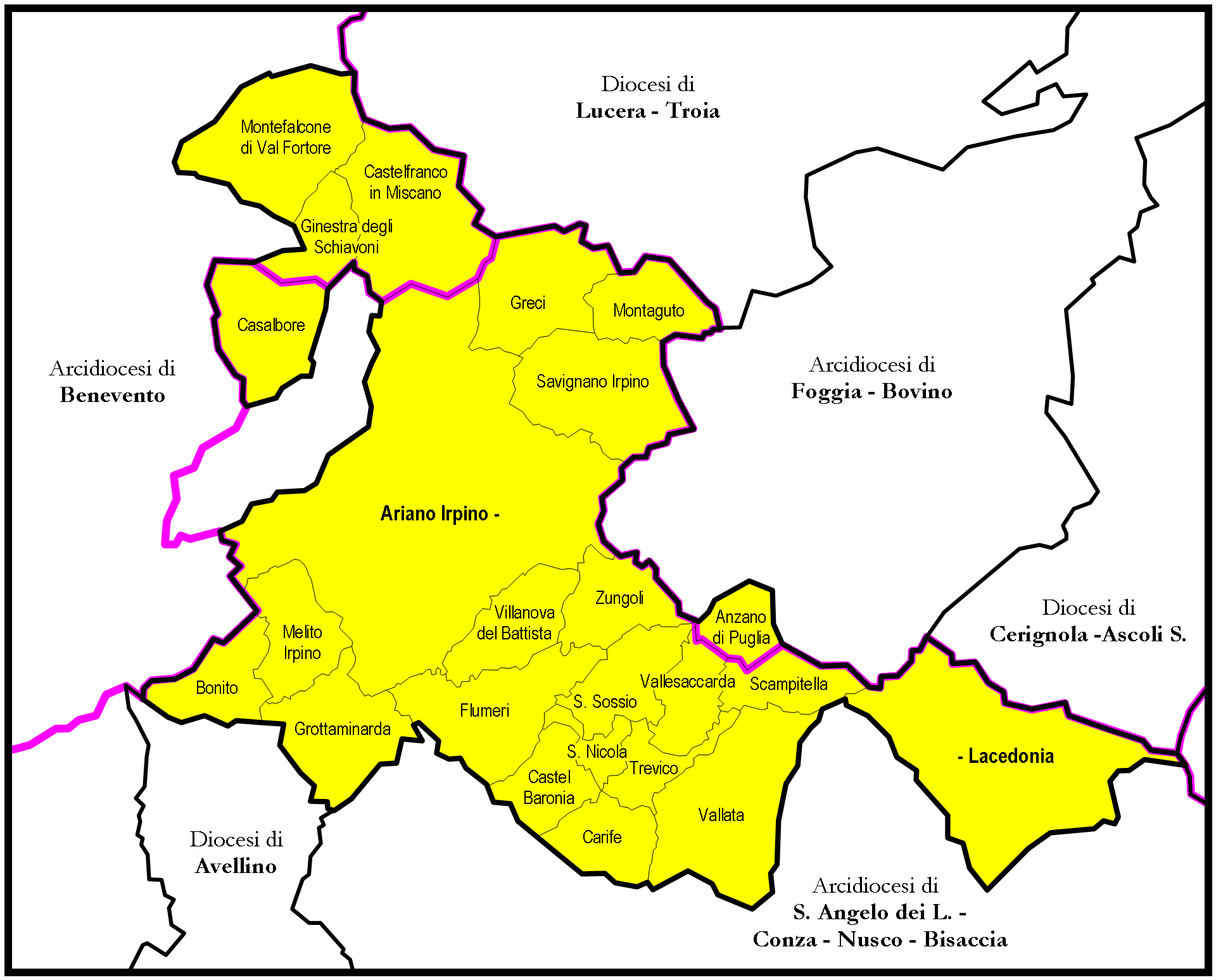
In giallo, il territorio della diocesi di Ariano Irpino-Lacedonia; in rosso, i confini amministrativi di provincia o regione.

Le parrocchie della diocesi di Ariano Irpino-Lacedonia sono 43, distribuite in due regioni (Campania e Puglia) e tre province (Avellino, Benevento e Foggia) dell'Italia meridionale. Le parrocchie sono raggruppate in quattro foranie, cui si aggiungono tre cappellanie e otto santuari.

## Forania di Ariano
Tale forania abbraccia i territori comunali di Ariano Irpino e di due comuni limitrofi:
- Santa Maria Assunta (Cattedrale)
- Madonna del Carmine
- Madonna di Fatima
- Santa Barbara
- San Giovanni Battista
- San Giovanni Evangelista (Cerreto)
- San Giuseppe (Tesoro)
- San Liberatore
- Santa Maria del Buon Consiglio (Frolice)
- Santa Maria Assunta (Villanova del Battista)
- Santa Maria dei Martiri
- Santa Maria delle Grazie (Orneta)
- San Pietro Apostolo (Guardia)
- Santa Teresa del Bambin Gesù (Tressanti)
- San Vincenzo Pallotti
- Santa Maria Assunta (Manna)
- Santa Maria Assunta (Zungoli)

## Forania dell'Ufita
Tale forania è incentrata sulla valle dell'Ufita:
- Sant'Egidio (Melito Irpino)
- Santa Maria Assunta (Bonito)
- Santa Maria Assunta e San Nicola (Flumeri)
- Santa Maria della Neve (Bonito)
- Santa Maria di Carpignano
- Santa Maria Maggiore (Grottaminarda)

## Forania di Lacedonia-Baronia
Tale forania comprende il territorio comunale di Lacedonia e l'area della Baronia:
- Santa Maria Assunta (concattedrale)
- Santa Maria Assunta (Trevico)
- Santa Maria Assunta (San Sossio Baronia)
- San Giovanni Battista (Carife)
- Santissima Annunziata (San Nicola Baronia)
- San Bartolomeo Apostolo (Vallata)
- Maria Santissima Immacolata (Vallesaccarda)
- Santa Maria della Cancellata (Lacedonia)
- Santa Maria di Anzano (Anzano di Puglia)
- Maria Santissima della Consolazione (Scampitella)
- Santa Maria delle Fratte (Castel Baronia)
- Sant'Euplio Martire (Castel Baronia)

## Forania del Miscano-Fortore-Cervaro
Tale forania si estende nelle alte valli del Miscano, del Fortore e del Cervaro:
- Maria Santissima del Carmine (Montaguto)
- San Bartolomeo Apostolo (Greci)
- Santa Maria Assunta e San Pietro e San Paolo (Montefalcone di Val Fortore)
- Santa Maria del Monte Carmelo (Savignano Irpino)
- Santa Maria delle Grazie e San Giovanni Battista (Castelfranco in Miscano)
- San Nicola Vescovo (Savignano Irpino)
- Santi Pietro e Paolo (Casalbore)
- San Pietro e Paolo (Ginestra degli Schiavoni)

## Cappellanie
Le cappellanie diocesane fanno capo all'ospedale Sant'Ottone Frangipane, alla casa circondariale e al cimitero di Ariano Irpino.

## Santuari
- Maria Santissima del Carmine a Montefalcone di Val Fortore
- Santa Maria della Libera a Trevico
- Santa Maria delle Fratte a Castel Baronia
- Salus Infirmorum a Valleluogo di Ariano Irpino
- San Liberatore Vescovo e Martire nell'omonima località di Ariano Irpino
- Santa Maria di Anzano ad Anzano di Puglia
- Santa Maria di Carpignano
- Madonna di Fatima ad Ariano Irpino